# Вишна
Ви́шна (болг. Вишна) — село в Бургаській області Болгарії. Входить до складу общини Руєн.

## Населення
За даними перепису населення 2011 року у селі проживали 256 осіб, з них 60 осіб (96,8%) — турки.
Розподіл населення за віком у 2011 році:
Динаміка населення: